# Danuta Przywara
Danuta Anna Przywara (ur. 19 lipca 1951 w Strzelcach Opolskich) – polska socjolog i działaczka społeczna, w latach 2008–2021 prezes Helsińskiej Fundacji Praw Człowieka.

## Życiorys
W 1974 ukończyła studia z zakresu socjologii na Uniwersytecie Warszawskim. W latach 1974–1980 pracowała w pracowni psychologicznej Biura Projektowo-Badawczego Budownictwa Przemysłowego „System” w Warszawie. Pod koniec lat 70. udostępniała swoje mieszkanie na spotkania Rady Programowej Towarzystwa Kursów Naukowych. Od 1980 pracowała w Instytucie Organizacji i Zarządzania Budownictwa Przemysłowego, tam we wrześniu 1980 była jednym z założycieli zakładowej organizacji Niezależnego Samorządnego Związku Zawodowego Pracowników Nauki, Techniki i Oświaty. Po włączeniu NSZZ PNTiO w struktury NSZZ „Solidarność”, została członkiem tego związku. Od stycznia 1981 pracowała społecznie w biurze Międzyzakładowego Komitetu Założycielskiego NSZZ „Solidarność” Region Mazowsze, następnie weszła w skład tzw. Komisji Mediacji działającej w ramach Komisji Interwencji i Praworządności Regionu Mazowsze.
Po ogłoszeniu stanu wojennego współpracowała początkowo z Międzyzakładowym Robotniczym Komitetem „Solidarności” (do lipca 1982), a następnie z Prymasowskim Komitetem Pomocy Osobom Pozbawionym Wolności i ich Rodzinom, do połowy 1983 współprowadziła nieformalną filię komitetu przy kościele Matki Bożej Królowej Polski w Warszawie przy ul. Gdańskiej. Pod koniec 1982 została jednym z organizatorów wsparcia technicznego dla autorów raportu dotyczącego przestrzegania praw człowieka w PRL (tzw. raportu madryckiego), którzy na początku 1983 utworzyli Komitet Helsiński; udostępniała swoje mieszkanie, organizowała przepisywanie materiałów do raportu na maszynie. W połowie 1983 została odpowiedzialna za opracowanie archiwum procesów politycznych.
Jesienią 1983 została członkiem Komitetu Helsińskiego, zajmowała się przede wszystkim sprawami organizacyjnymi, przygotowywała teksty o przypadkach łamania prawa pracy i sytuacji w więziennictwie. W 1984 została pracownikiem Instytutu Psychologii PAN. Od 1986 prowadziła równocześnie biuro Komitetu Helsińskiego, wynajdowała lokale konspiracyjne, była odpowiedzialna za archiwum organizacji oraz za kontakty z jej współpracownikami. Od 1988 była redaktorem biuletynu odpowiedzialnym za sprawy techniczne i graficzne, a także członkiem redakcji pisma „Praworządność”. Z uwagi na wymogi konspiracji nie ujawniła swojego nazwiska po ujawnieniu składu Komitetu Helsińskiego w lipcu 1988. Jej nazwisko jako członka ujawniono faktycznie w grudniu 1988, a formalnie ogłoszono w czerwcu 1989.
W lipcu 1989 współtworzyła Helsińską Fundację Praw Człowieka, prowadzącą od tego czasu działania na rzecz ochrony praw człowieka. W fundacji pełniła funkcje sekretarza zarządu (1990–2001) i wiceprezesa (2001–2008). W 2008 została wybrana na stanowisko prezesa fundacji, zastępując Marka Antoniego Nowickiego. W 2021 zakończyła pełnienie tej funkcji.
W 2003 prezydent Aleksander Kwaśniewski nadał jej Krzyż Kawalerski Orderu Odrodzenia Polski. W 2011 prezydent Bronisław Komorowski odznaczył ją Krzyżem Oficerskim tego orderu. W 2011 otrzymała odznakę honorową Bene Merito, a w 2013 Nagrodę im. Jerzego Zimowskiego. W 2017 została wyróżniona Medalem „Zasłużony dla Wymiaru Sprawiedliwości – Bene Merentibus Iustitiae”.